# 小行星7247
小行星7247（英語：7247）是一颗围绕太阳公转的小行星。1991年10月12日，罗伯特·H·麦克诺特在赛丁泉山发现了此天体。
这颗小行星的绝对星等为194.0863819094015等。